# 灰短頭脊沫蟬
灰短頭脊沫蟬（学名：Poophilus grisescens）为尖胸沫蟬科短頭脊沫蟬屬下的一个种。